# Aliacensis (cráter)
Aliacensis es un cráter de impacto que se encuentra en las accidentadas tierras altas del sur de la Luna. El cráter Werner está ubicado justo al norte-noroeste, y un valle estrecho y escarpado se encuentra entre las dos formaciones, de tamaño comparable. Al suroeste se halla Walther, y Apianus está al noreste. Es del período Período Nectárico, que duró desde 3920 hasta 3850 millones de años atrás.
El borde de Aliacensis es generalmente circular, con un abultamiento hacia el exterior de la pared oriental. La pared interior tiene un ligero aterrazamiento, especialmente en su sector noreste. Presenta un pequeño cráter ubicado por fuera del borde sur. El suelo interior es generalmente plano, con un pico central bajo ligeramente desplazado hacia el noroeste del punto medio. Al sur se localizan dos anillos bastante deteriorados, formados por los cráteres Kaiser y Nonius. Tiene 52 kilómetros de diámetro, con una diferencia de 3.7 kilómetros de altura entre su parte más profunda y su borde.

## Denominaciones
Aliacensis debe su nombre al geógrafo y teólogo francés del siglo XIV Pierre d'Ailly. Al igual que muchos de los cráteres de la cara visible de la Luna, fue nombrado por Giovanni Riccioli, cuyo sistema de nomenclatura de 1651 se ha estandarizado. Los primeros cartógrafos lunares le habían dado a este elemento diferentes nombres: el mapa de 1645 de Michael van Langren lo llama "Elisabethae Palat. Siliae", en honor de Isabel de Bohemia y del Palatinado, y Johannes Hevelius lo agrupó con Werner y Blanchinus bajo la denominación de "Mons Antilibanus", en referencia a las montañas del Antilíbano.

## Cráteres satélite

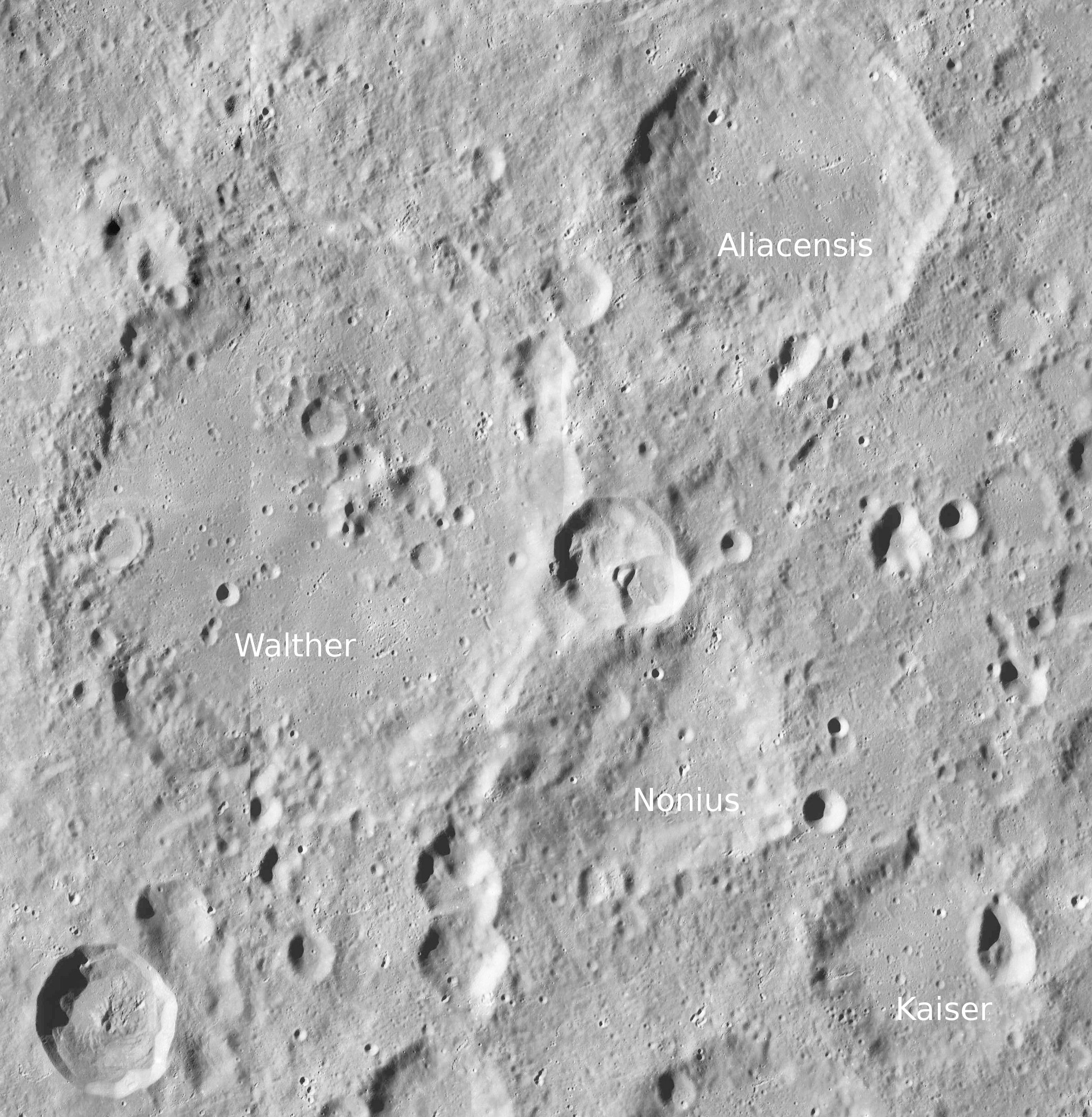
Fotografía de la misión Lunar Reconnaissance Orbiter

Por convención estos elementos son identificados en los mapas lunares poniendo la letra en el lado del punto medio del cráter que está más cercano a Aliacensis.
|            | \| Aliacensis \| Coordenadas \| Diámetro \| \| ---------- \| --------------------------- \| -------- \| \| A \| 29°42′S 7°24′E / -29.7, 7.4 \| 14 km \| \| B \| 31°18′S 3°12′E / -31.3, 3.2 \| 16 km \| \| C \| 32°36′S 5°24′E / -32.6, 5.4 \| 8 km \| \| D \| 33°06′S 6°54′E / -33.1, 6.9 \| 10 km \| \| E \| 30°24′S 2°18′E / -30.4, 2.3 \| 9 km \| \| F \| 32°42′S 3°54′E / -32.7, 3.9 \| 5 km \| \| G \| 33°18′S 4°42′E / -33.3, 4.7 \| 8 km \| \| H \| 31°48′S 6°06′E / -31.8, 6.1 \| 6 km \| \| K \| 31°24′S 6°12′E / -31.4, 6.2 \| 7 km \| \| W \| 31°54′S 5°18′E / -31.9, 5.3 \| 11 km \| \| X \| 29°36′S 6°54′E / -29.6, 6.9 \| 4 km \| \| Y \| 30°06′S 7°24′E / -30.1, 7.4 \| 5 km \| \| Z \| 30°00′S 4°36′E / -30.0, 4.6 \| 4 km \| |          |
| Aliacensis | Coordenadas | Diámetro |
| A          | 29°42′S 7°24′E / -29.7, 7.4 | 14 km    |
| B          | 31°18′S 3°12′E / -31.3, 3.2 | 16 km    |
| C          | 32°36′S 5°24′E / -32.6, 5.4 | 8 km     |
| D          | 33°06′S 6°54′E / -33.1, 6.9 | 10 km    |
| E          | 30°24′S 2°18′E / -30.4, 2.3 | 9 km     |
| F          | 32°42′S 3°54′E / -32.7, 3.9 | 5 km     |
| G          | 33°18′S 4°42′E / -33.3, 4.7 | 8 km     |
| H          | 31°48′S 6°06′E / -31.8, 6.1 | 6 km     |
| K          | 31°24′S 6°12′E / -31.4, 6.2 | 7 km     |
| W          | 31°54′S 5°18′E / -31.9, 5.3 | 11 km    |
| X          | 29°36′S 6°54′E / -29.6, 6.9 | 4 km     |
| Y          | 30°06′S 7°24′E / -30.1, 7.4 | 5 km     |
| Z          | 30°00′S 4°36′E / -30.0, 4.6 | 4 km     |